# Rissoina burragei
Rissoina burragei är en snäckart som beskrevs av Bartsch 1915. Rissoina burragei ingår i släktet Rissoina och familjen Rissoidae. Inga underarter finns listade i Catalogue of Life.